# Povlsker
Povlsker er en lille landsby 3½ km vest for Snogebæk på Bornholm.
I landsbyen findes Sankt Pouls Kirke, som den er opkaldt efter. Det er en kirke uden tårn i romansk stil, som blev færdigbygget i 1248.
På kirkegården blev to Britiske "Royal Air Force"-piloter og en Amerikansk kollega, begravet der døde i Anden Verdenskrig.